# Martha Ripley
Martha George (Rogers) Ripley (30 de novembre de 1843, Lowell, 18 d'abril de 1912, Vermont) de va ser una metgessa americana sufragista, professora de medicina, i fundadora de l'Hospital de la Maternitat a Minneapolis, Minnesota. També fou presidenta de l'Associació pel Sufragi Femení de Minnesota durant sis anys.

## Joventut
Martha George Rogers fou la més gran dels cinc fills i filles d'Esther Ann (George) i Francis Rogers, un ramader. La família es van traslladar a la frontera de Iowa, on va assistir a l'institut (deixant-lo sense obtenir cap títol). Se li va atorgar un certificat de primer nivell com a mestra i va ensenyar a l'escola elemental per un temps. El 1867 es va casar amb el granger William Warren Ripley, i poc temps després van retornar al seu estat originari, Massachusetts, on va agafar una feina com a director del molí de paper del seu oncle a Lawrence (Massachusetts). La parella va tenir tres filles, Abigail, Clara, i Edna May. En uns quants anys, William va comprar el seu molí propi i es va traslladar amb tota la família a Middleton.
Ripley es va unir a les sufragistes el 1875 i va treballar per establir un grup actiu pel sufragi a Middleton. L'èxit dels seus esforços li van fer guanyar el seu lloc en el moviment pel sufragi d'àmbit estatal, i va ser elegida tant pel comitè central com pel comitè executiu de la Massachusetts Woman Suffrage Association (MWSA) servint en els dos càrrecs fins 1883.

## Carrera a la sanitat pública
La preocupació de Ripley cap als temes relacionats amb la salut de les dones que treballaven als molins tèxtils a Massachusetts, la van incitar a anar a l'escola de medicina. Va escollir la Boston University Medical School (on s'havia graduant feia poc una de les seves germanes) i es va graduar el 1883. Aquell any mateix, el seu marit va ser malferit en un accident del molí i es va haver de retirar del seu negoci. Ara, depenent financerament dels recursos de la Martha Ripley per guanyar un medi subsistència, la parella es va traslladar a Minneapolis, Minnesota, on William hi tenia parents i on un creixent sector industrial oferia bones perspectives.

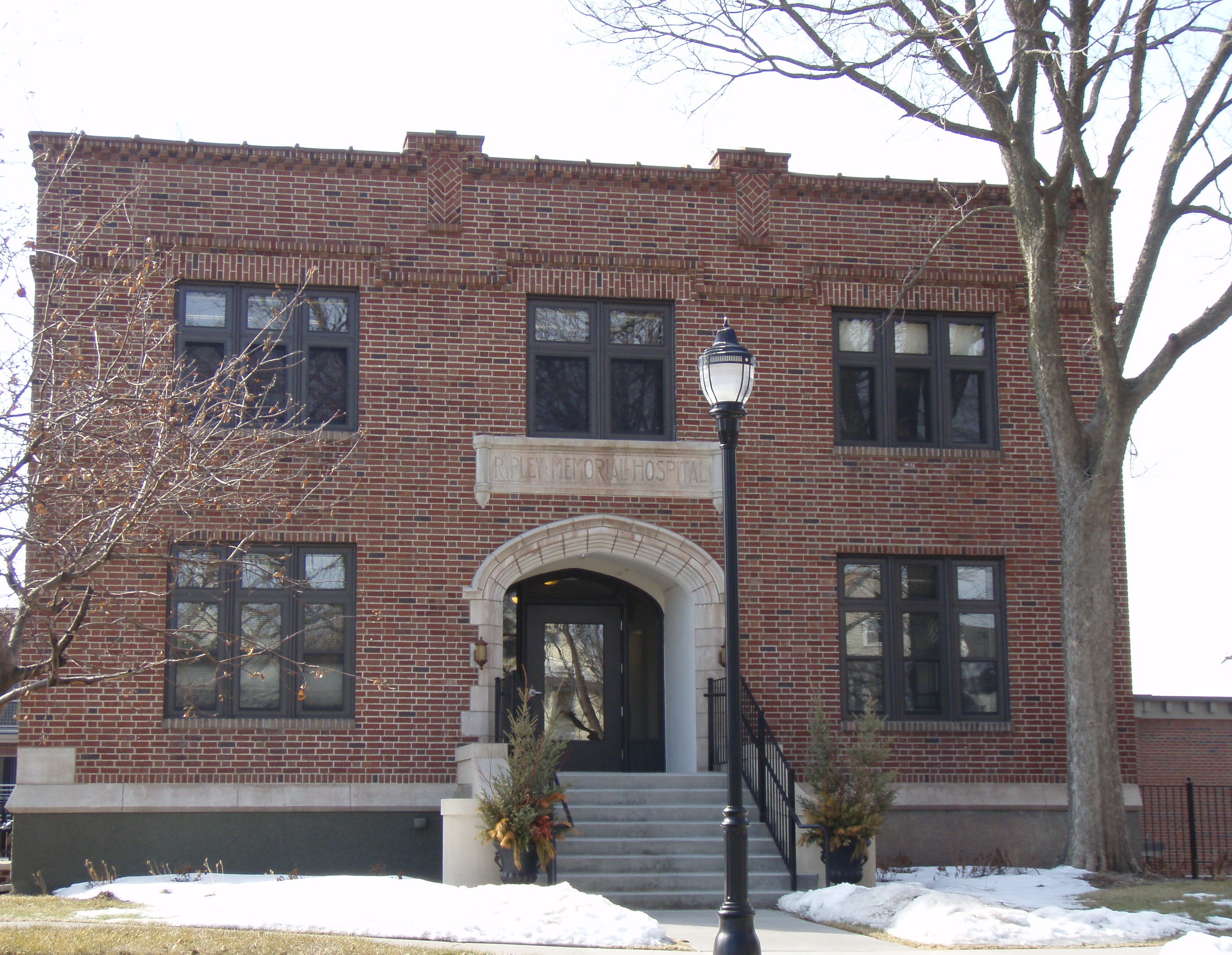
Maternity Hospital, 2008

Amb alguna dificultat, Ripley va establir un consultori a Minneapolis on va esdevenir una exitosa ginecòloga. El 1883 va rebre la seva llicència per exercir, esdevenint una de les integrants de la primera vintena de doctores amb llicencia de l'estat. Sovint es va manisfestar sobre assumptes de salut pública com el sanejament de la ciutat, la neteja de l'aigua, l'adulteració alimentària, i l'apinyament de pacients en els hospitals. Va ser una avançada amb la seva defensa de la incineració, per motius de salut pública i per la reducció de costos per als pobres urbans.
Com altres dones doctores d'aquell temps, Ripley es va adonar que la majoria dels seus pacients eren dones i nens joves que sovint havien tingut problemes per accedir a les cures hospitalàries; per exemle, en aquella època, cap dels hospitals de Minneapolis admetien una dona embarassada que no estigués casada. Així que Ripley va començar un nou hospital, portat per dones i adreçat a dones, especialment dones amb circumstàncies econòmicament difícils. Es va posar en marxa el 1887, el seu Maternity Hospital—més tard rebatejat com Ripley Memorial Hospital—va estar actiu fins 1957, quan va ser tancat a causa de la baixa ocupació i de problemes de finançament. L'estructura de l'hospital va ser venuda, i els guanys van servir per a crear la Ripley Memorial Foundation. De 1993 ençà, la fundació s'ha enfocat a donar suport a programes per prevenir els embarassos adolescents. El 2007, l'edifici d'hospital va ser convertit en apartaments i rebatejat com Ripley Gardens, una remodelació finançada en part per la National Trust for Historic Preservation.
Ripley va ser també professora de malalties infantils a l'Homeopathic Medical College in Minnesota.
Començant el 1883, Ripley va exercir sis anys com a presidenta de la Minnesota Woman Suffrage Association i, després de deixar el càrrec, va continuar uns altres sis anys com a membre de l'equip mèdic de l'associació. Entre les campanyes en les que es va implicar va estar la d'elevar l'edat de consentiment de les noies dels 10 anys als 18 anys (només va tenir èxit en part: el 1891 la legislació estatal va aixecar l'edat de consentiment a 14 anys). En un moment donat, Ripley va anar tan lluny com per demanar personalment el dret a vot al senat de l'estat.
Ripley va ser nominada també per directora d'escoles públiques, però no va ser elegida perquè era inelegible per ser dona. Va ser activa en la Women's Rescue League que ajudava a les prostitutes.
Va morir el 1912 degut a complicacions derivades d'una infecció respiratòria i febre reumàtica que li va afectar el cor. D'acord amb les seves pròpies creences, va ser incinerada. Des de 1939 a l'edifici del capitoli de l'estat de Minnesota hi ha una placa honorant-la com a metgessa pionera i fundadora d'hospital.